# Aleksandra Boiko
Aleksandra Leontievna Boiko (en ruso: Александра Леонтьевна Бойко; Belebéi, RSFS de Rusia, 20 de mayo de 1918-Apsheronsk, Rusia, 25 de mayo de 1996), de soltera Aleksandra Leontievna Morisheva, fue una comandante de tanques en el Ejército Rojo durante la Segunda Guerra Mundial. Durante la guerra, junto con su esposo Iván Fedorovich, aportaron 50 000 rublos de sus propios ahorros al Fondo de Defensa para la construcción de un tanque para el Ejército Rojo y fueron enviados al frente de combate como parte de la tripulación del tanque pesado IS-2 «Kolyma»: Aleksandra como comandante y su esposo Iván como conductor.

## Biografía

### Infancia y juventud
Aleksandra Morisheva nació el 20 de mayo de 1918, en la localidad de Belebéi en la gobernación de Ufá (actualmente situado en la república de Baskortostán en Rusia) en la RSFS de Rusia (la Unión Soviética no se constituyó formalmente hasta finales de 1922). Después de graduarse de la Facultad de Tecnología Química de la Universidad Nacional de Tecnologías y Diseño de Kiev en 1938, trabajó como química en una destilería en Baskiria. En 1940, llegó a la ciudad de Magadán, donde el departamento de personal de la empresa Dalstroy la envió como controladora de selección al fideicomiso Kolymsnab (donde trabajó hasta febrero de 1943).
A finales de 1940, se casó con Iván Fedorovich Boiko, el conductor del depósito de automóviles de Magadán, quien se había mudado a la ciudad en 1938 desde Vladivostok.

### Segunda Guerra Mundial
En 1942, durante la Segunda Guerra Mundial, Iván Boiko fue al frente como parte de una delegación con un tren lleno de regalos para los soldados que combatían en el frente. Al regresar del viaje, quedó muy impresionado por la difícil situación en el frente. Por lo que los jóvenes esposos decidieron aportar 50 000 rublos de sus propios ahorros al Fondo de Defensa para sufragar la construcción de un tanque para el Ejército Rojo. Y el 16 de enero de 1943, enviaron una carta al Comandante en Jefe Supremo, Iósif Stalin, para que les permitiera combatir al mando de su propio tanque:

... nosotros, esposo y esposa Boiko, Iván Fedorovich y Boiko, Alexandra Leontievna, trabajando en el Lejano Norte, ayudamos incansablemente a la Madre Patria al cumplir en exceso el plan de producción. En un esfuerzo por ayudar aún más a nuestro valiente Ejército Rojo, con los ahorros disponibles por valor de cincuenta mil rublos, deseamos comprar un tanque y, en la misma máquina formidable, exterminar a los malditos invasores nazis con nuestras propias manos...
Extracto de la carta que los cónyuges Boiko escribieron al "camarada Stalin"

El 10 de febrero, el periódico Sovetskaya Kolyma publicó la carta de los cónyuges y una respuesta positiva del Comandante en Jefe Supremo: «Gracias, Iván Fedorovich y Aleksandra Leontievna, por su preocupación por el Ejército Rojo. Tu deseo se cumplirá. Por favor acepte mis saludos. Stalin».
Un año más tarde Aleksandra Boiko fue nombrada comandante de tanque con el rango de Subteniente, y su esposo fue enviado como conductor/mecánico del tanque. La pareja se había graduado en un programa acelerado en la Escuela de Tanques de Cheliábinsk. Nuevamente, tuvieron que escribir cartas e informes al comando con una solicitud para ser enviados al frente lo antes posible. Solo en mayo de 1944, fueron enviados al 48.º Regimiento de Tanques Pesados de Guardias del 5.º Cuerpo de Tanques, y a principios de junio, recibieron un tanque pesado IS-2 N.º 40356 cerca de Tula con la inscripción «Kolyma».
Entraron en combate por primera vez durante la Ofensiva de Riga en 1944, y se informó que habían destruido cinco tanques, incluido un Panzer VI Tiger, y dos cañones en dos semanas. En agosto de ese mismo año, recibió la Orden de la Guerra Patria de primer grado. En septiembre de ese mismo año, se desplazó a Moscú, donde asistió a un mitin antifascista y apareció en la contraportada de la revista literaria juvenil Ogoniok. Más tarde, mientras luchaban en el Báltico, su tanque fue alcanzado y los esposos Boiko resultaron heridos de gravedad, por lo que se vieron obligados a pasar un tiempo en un hospital recuperándose de sus heridas. Después de abandonar el hospital Aleksandra y su esposo lucharon desde el Báltico, a través de Bielorrusia, hasta Polonia, y finalmente terminaron en Checoslovaquia al final de la guerra.

### Posguerra
Después de la desmovilización, regresó con su esposo a Magadán, donde, hasta 1954, trabajó como directora de una panadería. Fue elegida dos veces diputada del Consejo de Diputados de los Trabajadores (ayuntamiento) de la ciudad. A mediados de la década de 1950, se separó su esposo y se mudó a la ciudad de Apsheronsk, en el krai de Krasnodar. El 4 de diciembre de 1991, se le otorgó el título de ciudadana de honor de la ciudad de Magadán, donde finalmente murió el 25 de mayo de 1996.

## Condecoraciones y premios
- Orden de la Guerra Patria de 1.er grado (4 de agosto de 1944) y de 2.do grado (6 de abril de 1985)
- Medalla por la Victoria sobre Alemania en la Gran Guerra Patria 1941-1945 (9 de mayo de 1945)
- Ciudadana de honor de la ciudad de Magadán (4 de diciembre de 1991)